# 扎盧日扎 (亞沃里夫區)
參數所指定的目標頁面不存在，建議更正成存在頁面或直接建立下列一個頁面（建立前請先搜尋是否有合適的存在頁面可以取代）：
- 扎希爾內

49°57′58″N 23°25′45″E / 49.96611°N 23.42917°E
扎盧日扎（羅馬化：Zaluzhzhia）是烏克蘭西部利沃夫州亞沃里夫區亞沃里夫市鎮的村莊，始建於1454年，面積1.68平方公里，海拔高度243米，2001年人口1,371，人口密度每平方公里816.07人。